# كيكو هاسيغاوا
كيكو هاسيغاوا (باليابانية: 長谷川恵子؛ بالكانا: はせがわ　けいこ) هي متزلجة يابانية، ولدت في 21 سبتمبر 1955 في هوكايدو في اليابان.

## وصلات خارجية
- كيكو هاسيغاوا على موقع SpeedSkatingBase.eu (الإنجليزية)
- كيكو هاسيغاوا على موقع SpeedSkatingNews.info (الإنجليزية)
- كيكو هاسيغاوا على موقع SpeedSkatingStats.com (الإنجليزية)
- كيكو هاسيغاوا على موقع اللجنة الأولمبية الدولية (الإنجليزية)
- كيكو هاسيغاوا على موقع أوليمبيديا (الإنجليزية)